# フィアット・127
フィアット・127（Fiat 127 ）は、1971年から1983年までイタリアの自動車メーカーのフィアットが生産していたスーパーミニ・カーである。フィアット・850の後継車として1971年に発売され、フィアット・ウーノに後を引き継いでイタリアでの生産は1983年に終了した。

## 概要
1971年4月に発売された当初は2ドア・サルーンのみであったが、同一のボディ形状で上下に深いハッチバックドアと折り畳み式の後部座席を備えた3ドア・ハッチバックが翌年に追加された。この車はフィアット初のスーパーミニ・クラスの車であるとともに同社が子会社であるアウトビアンキの1964年のアウトビアンキ・プリムラと1969年のアウトビアンキ・A112で実用化の検証がなされた横置きエンジンの端にトランスミッションを搭載した構造が取り入れられていた。フィアット車で最初にこれと同じ横置きエンジン配置を採用したのは1970年のフィアット・128であった。127は、アウトビアンキやそれより前の世代のフィアット車に様々な排気量で使用された堅牢な903ccOHVエンジンを搭載し、後輪には特徴のある横置き板バネのサスペンションを採用していた。この車はその操縦性と共に車内空間の有効利用率の高さ（床面積の80%を乗員と荷物用として活用が可能）で賞賛された最初の近代的なスーパーミニ・クラスの車の中の1台であった。また、全ポリプロピレン製バンパーの内側に鋼製の補強板を持った初めての車でもあった。127は、1972年のヨーロッパ・カー・オブ・ザ・イヤーを獲得し、数年の間ヨーロッパでのベストセラーカーの1台となるといったように瞬く間に成功作となった。この賞の過去6年の間で選出された3台目のフィアット車であった。
発表されて約3年が経た1974年6月にフィアットはトリノにある同社のミラフィオーリ（Mirafiori ）工場で100万台の127を製造したと発表した。（当時の）大成功作であったフィアット・600が同じ生産台数に到達するには7年を要していた。

## シリーズ1
シリーズ1はその生産期間中にほとんど変更はなかったが、1973年5月にサルーンがスタンダード（standard ）とデラックス（de Luxe ）から選択できるようになり、1975年にフロントグリルのデザインと内装の細部が変更された127 Specialが発売された。デラックス仕様は全部座席のリクライニング機能とヒンジで開く後部側面窓が標準装備であることが異なる点であった。127と並行して販売されていたフィアット・850は、数年して市場から引き揚げられた。

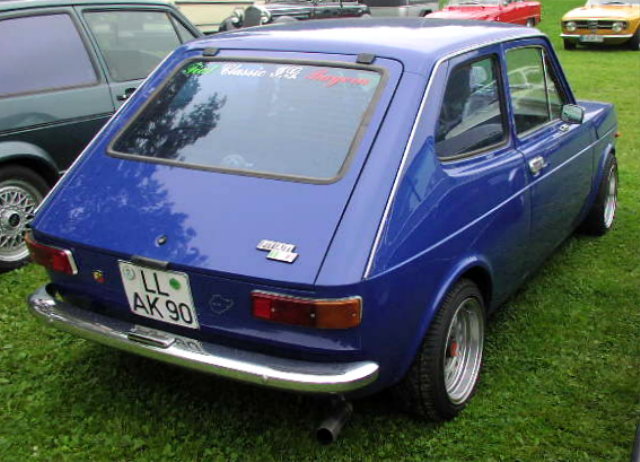
フィアット・127 3ドア・ハッチバック

## シリーズ2
シリーズ2の127は1977年に発表された。車体前面と後面のデザインが変更され、新しいダッシュボード（シリーズ１とほぼ同一のレイアウトであったが）と拡大された後部側面窓を備えていた。オプションで1,049 ccエンジンも注文できたが、興味深いことに127用のこのエンジンは128用のフィアット本国製SOHCエンジン（Fiat SOHC）ではなくフィアット・ブラジル製であった。初期型127ハッチバックでの、荷物を積み込むときに高い位置にまで持ち上げなくてはならないという不満に留意し、ハッチドアはバンパーのすぐ上から開くように拡大された。
シリーズ2のボディを利用して「真四角」なパネルバンに仕立てたフィオリーノ（Fiorino ）も用意され、これは1984年にウーノを基にした新しいフィオリーノが登場するまで生産が続けられた。
スカンディナヴィアとバルト三国の市場でこの車は顕著な成功を収め、現在でも多くを見かけることができる。

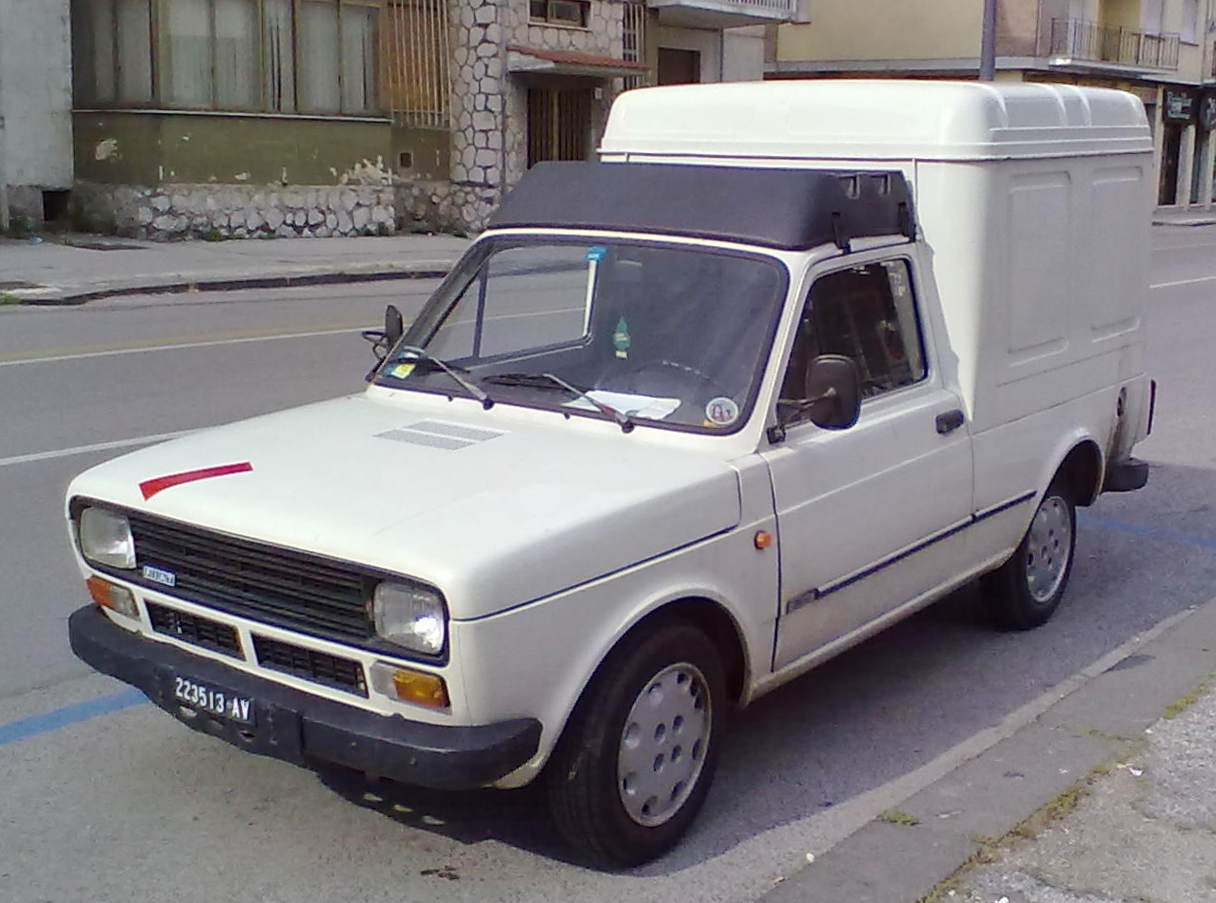
フィアット・フィオリーノ

## シリーズ3
シリーズ3はイタリアで1982年1月に発売され、間を置かずにヨーロッパ諸国の市場に投入された。より目立つ樹脂製フロントグリルによりシリーズ2とは判別することができた。これに対応して車体後面に追加されたパネルは、同時期に導入されたリトモに影響された新しい「フィアット流スタイリング」を反映していた。ダッシュボードは全く新しいデザインとなり、内装もリトモで取り入れられたデザイン言語に則ったものであった。1,301ccのフィアット製SOHCエンジンがシリーズ3でもオプションに設定された。
ノルウェー、デンマーク、フィンランドといった国々の市場でこの車は顕著な成功を収め、現在でも多くを見かけることができる。
フィアット社のこのクラスの大量生産車種は1983年1月に127からウーノへ代替されたが、南アメリカでの生産は1995年まで続けられた。フィアットは南アメリカ産の127 Unificataを1987年までヨーロッパに輸入した。

## エンジン （1977年以降）
| エンジン | シリンダー | 出力                     | トルク             |
| -------- | ---------- | ------------------------ | ------------------ |
| 0.9 8V   | S4         | 45 PS (33.1 kW; 44.4 hp) | 63 N⋅m (46 lb⋅ft)  |
| 0.9 8V   | S4         | 45 PS (33.1 kW; 44.4 hp) | 64 N⋅m (47 lb⋅ft)  |
| 1.05 8V  | S4         | 50 PS (36.8 kW; 49.3 hp) | 77 N⋅m (57 lb⋅ft)  |
| 1.05 8V  | S4         | 70 PS (51.5 kW; 69.0 hp) | 83 N⋅m (61 lb⋅ft)  |
| 1.3 8V   | S4         | 75 PS (55.2 kW; 74.0 hp) | 103 N⋅m (76 lb⋅ft) |

## 本国以外のモデル

### セアト・127

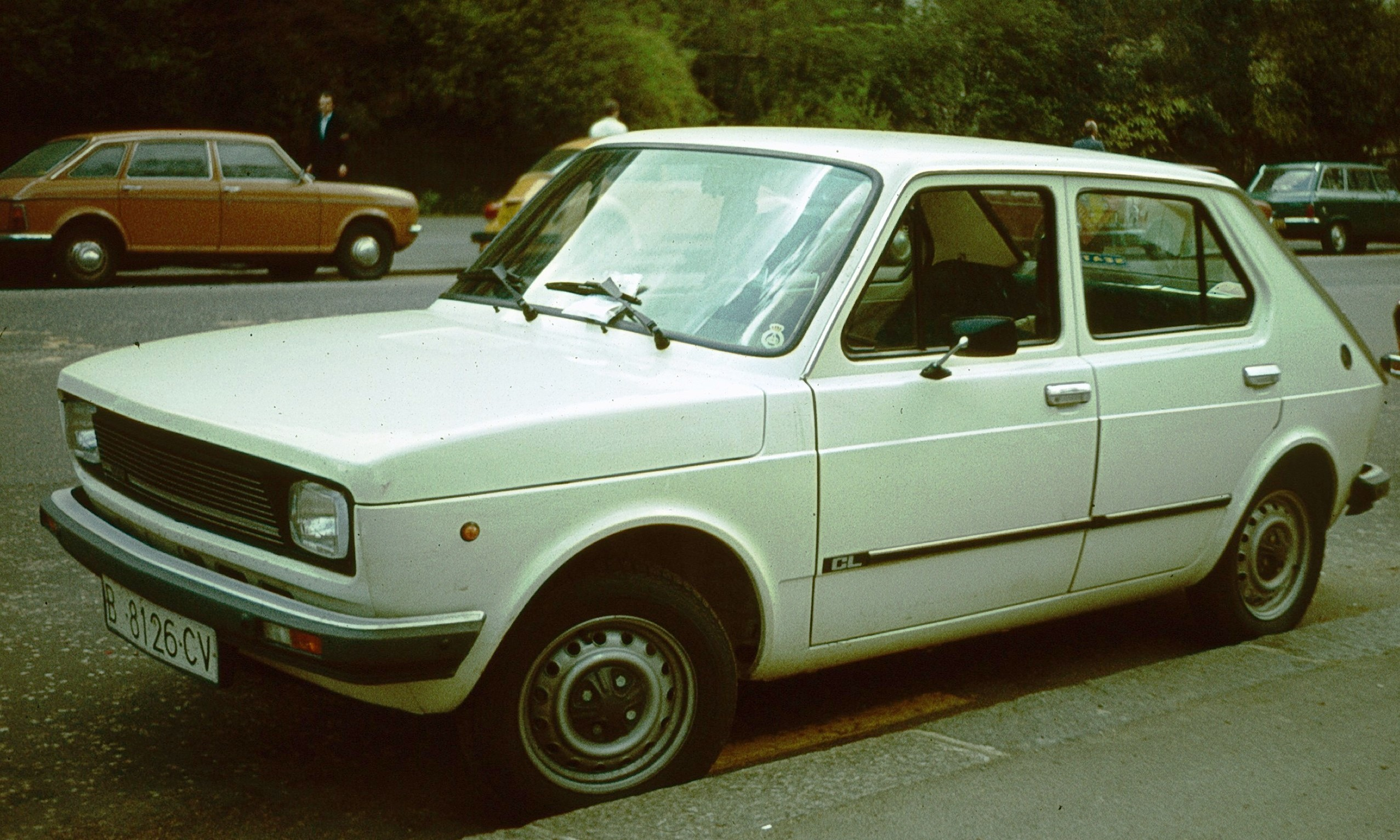
SEAT 127 4ドア

この時代のその他のフィアット車と同様にセアト社が「セアト・127」（SEAT 127）の名称でこの車のスペイン版を生産した。セアト社の設計ポリシーに則り4ドア版も生産され、後に5ドア版も追加された。903 cc に代って出力50 bhp (37 kW; 51 PS)の1,010 cc OHVエンジンを搭載した独自の127も生産した。4ドア版のセアト・127は「FIAT」のバッジを着けて幾つかの市場へ輸出された。
フィアットとのライセンス生産契約期間が過ぎるとセアトは127の幾つかの部品を再設計し、セアト・フラ（SEAT Fura ）2を造り出した。フラ2の部品の中にはイビサ マーク1に使用されたものもあった。セアト社は1972年から1984年までに123万8,166台の127を生産した。

### ポルスキ・フィアット 127p

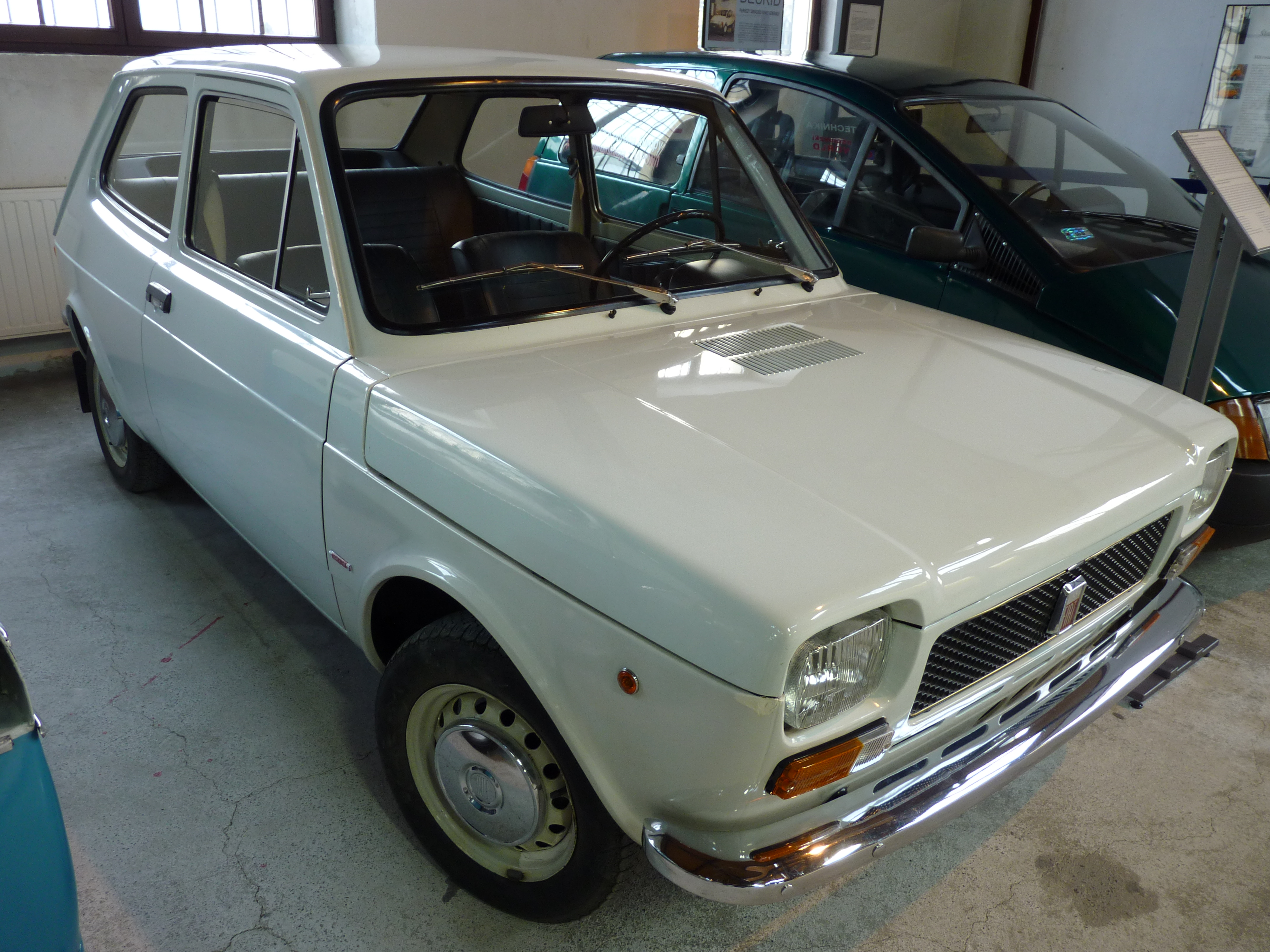
ポルスキ・フィアット 127p

フィアット・127は、フィアットのライセンスを受けてポーランドの自動車メーカーのFSO（1973年から1975年）とFSM（1974年から1975年）で「ポルスキ・フィアット 127p」（Polski Fiat 127p）として生産された。この車はイタリア製とポーランド製の双方の部品を使用していた。元々ポルスキ・フィアット 127pは大衆車として大量に生産される予定であったが、この車が登場したときには126pよりも約30%も高価格となったため生産は126pに集中されることになり、大型の127pは限られた数だけの生産に留まった。

### フィアット・147

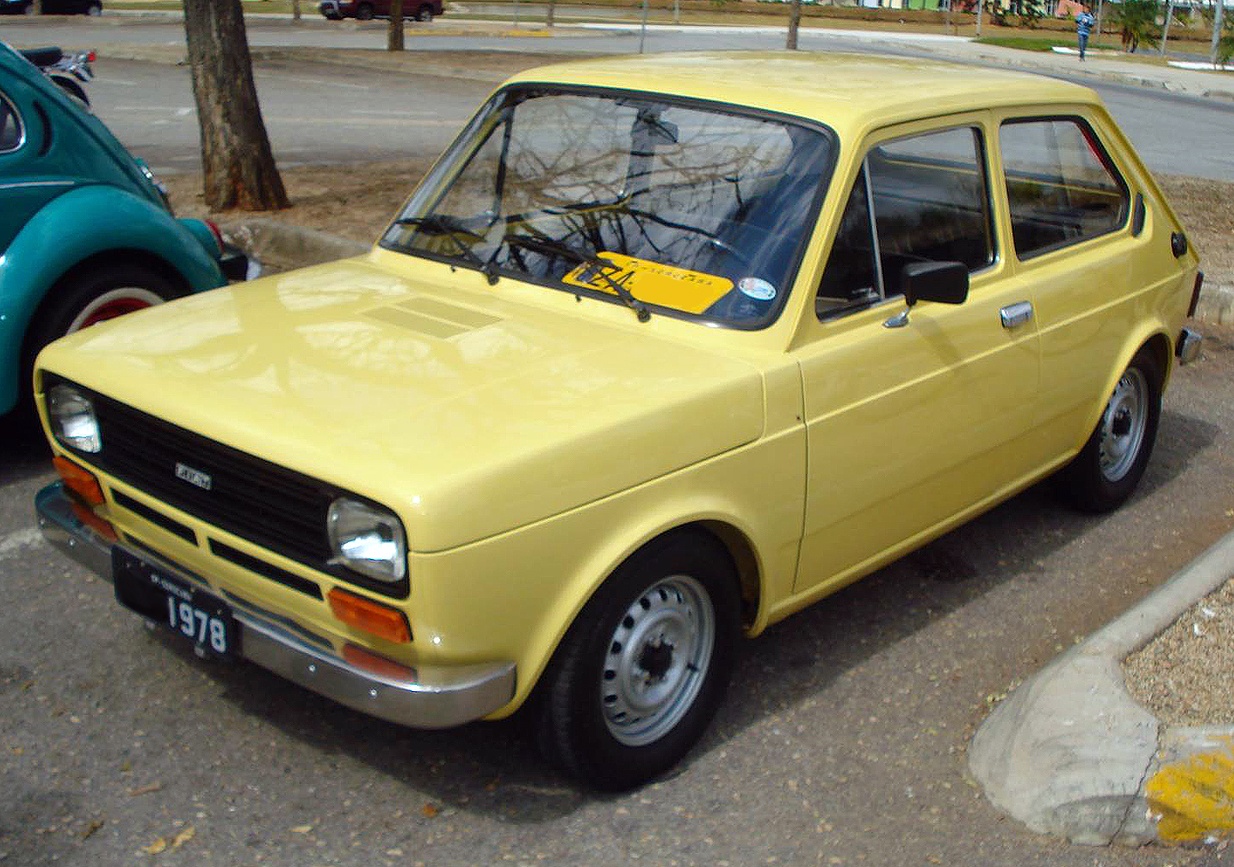
フィアット・147

ブラジルでこの車は「フィアット・147」（Fiat 147、後にスパツィオ：Spazio）として知られ、3ドア・ステーションワゴン版も「パノラマ」（Panorama ）の名称で生産された。ブラジルで生産されたモデルには1.3Lディーゼルエンジンも搭載された（輸出用のみ）。1981年からこのモデル（127と呼ばれた）は、127サルーンとハッチバックと共に販売されるためにヨーロッパへ輸出された。1976年7月9日から1985年末までブラジルで116万9,312台が生産され、1982年から1996年までアルゼンチンでフィアット・147、スパツィオと「ヴィヴァーチェ」（Vivace ）が23万2,807台生産された。コロンビアのCCAでも組立が行われた。ブラジルではフィアット・オッジ（Fiat Oggi）の名称で2ドアの3ボックス・セダンの改装型も注文できた。
フィアットはブラジルでの販売を1970年代末から1980年代初めに始めたばかりであったことから、販売実績はある程度のものであったにもかかわらずこの車は初期のユーザーから「低品質」や「信頼性に欠ける」という評価を得た。

## 特殊モデル

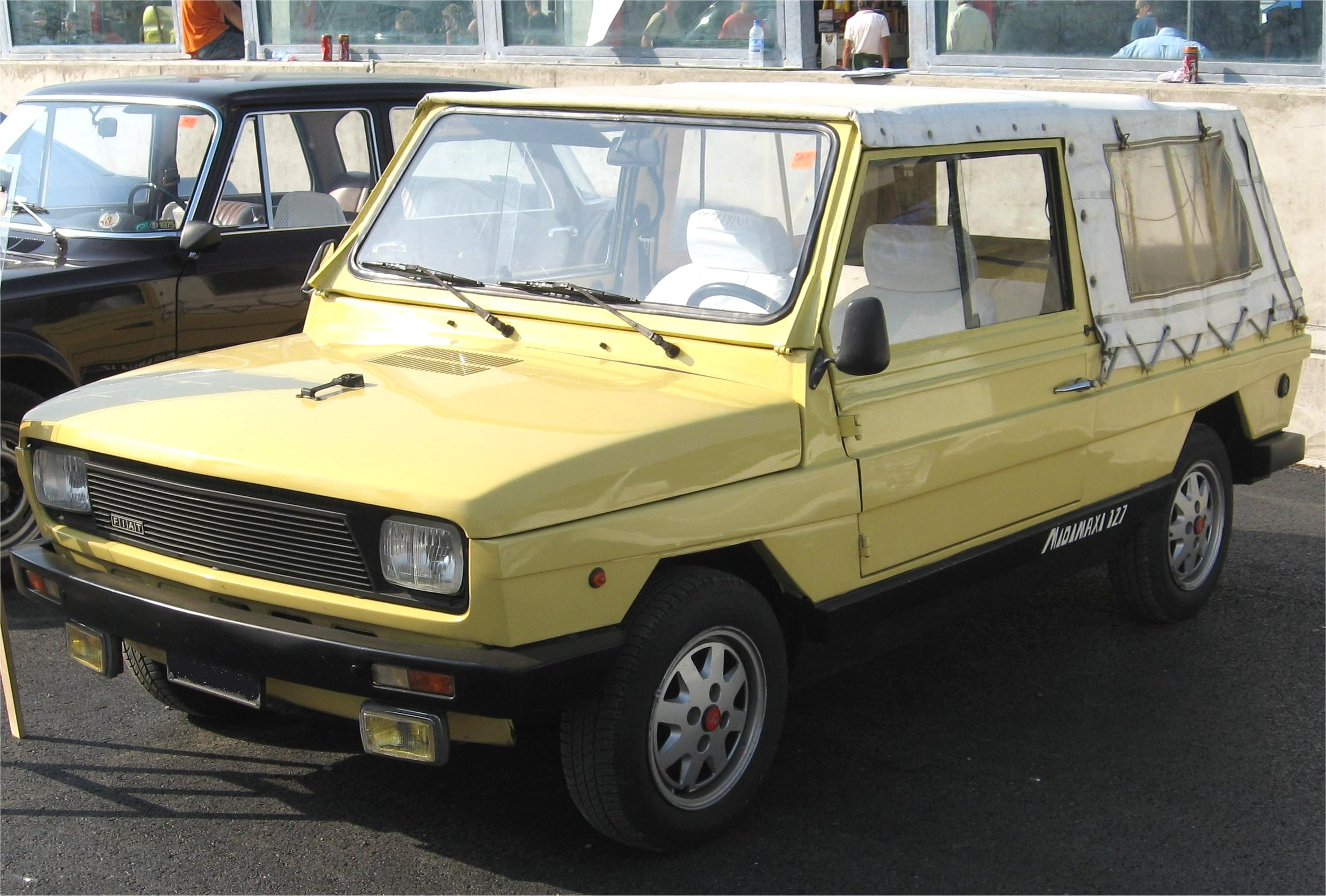
1980年のモレッティ・ミディマキシ（2nd series）

イタリアのコーチビルダーであるモレッティが「ミディマキシ」（Midimaxi 、より小型の126ベースのミニマキシと区別するため）と呼ばれるルノー・ロデオやシトロエン・メアリと似たスタイルの幌屋根車を製造した。頑丈そうな外観にもかかわらず前輪駆動を含む下回りは基の車と同じままであった。

## 映画への出演
架空の日本の自動車メーカーがペンシルベニア州の街の閉鎖された自動車工場を再稼動させる模様を描いた1986年の映画『ガン・ホー』で作品内の「アッサン・モーターズ」（Assan Motors ）の車として様々な段階の製造途中のフィアット・127が出てくる。